# Фопа (Сондрио)
Фопа је насеље у Италији у округу Сондрио, региону Ломбардија.
Према процени из 2011. у насељу је живело 1 становника. Насеље се налази на надморској висини од 885 м.